# 拉埃鲁
拉埃鲁（義大利語：Laerru），是意大利萨萨里省的一个市镇。总面积19.95平方公里，人口978人，人口密度49.0人/平方公里（2009年）。ISTAT代码为090034。